# Jan Ottosson
Jan Bo Otto Ottosson (ur. 10 marca 1960 w Högsäter) – szwedzki biegacz narciarski, dwukrotny złoty medalista olimpijski.

## Kariera
Jego olimpijskim debiutem były igrzyska w Sarajewie. Wraz z Thomasem Wassbergiem, Bennym Kohlbergiem i Gunde Svanem zdobył tam złoty medal w sztafecie 4 × 10 km. Na tych samych igrzyskach jego najlepszym indywidualnym wynikiem było 14. miejsce w biegu na 50 km techniką klasyczną. Na igrzyskach olimpijskich w Calgary Szwedzi w nieco zmienionym składzie: Jan Ottosson, Thomas Wassberg, Gunde Svan i Torgny Mogren ponownie zdobyli złoty medal w sztafecie. Ottosson zajął także między innymi 6. miejsce w biegu na 50 km techniką dowolną. Podczas igrzysk olimpijskich w Albertville zajął wraz z kolegami 4. miejsce w sztafecie, a jego najlepszym indywidualnym wynikiem było 11. miejsce w biegu na 30 km stylem klasycznym. Startował także na igrzyskach olimpijskich w Lillehammer, gdzie w swoim najlepszym indywidualnym starcie, w biegu na 10 km techniką klasyczną zajął 14. miejsce.
W 1982 r. zadebiutował na mistrzostwach świata zajmując między innymi 9. miejsce w biegu na 15 km techniką dowolną podczas mistrzostw w Oslo. Na mistrzostwach świata w Oberstdorfie w 1987 r. zajął 10. miejsce w biegu na 50 km stylem dowolnym. Dwa lata później, podczas mistrzostw świata w Lahti był dwunasty na dystansie 30 km techniką klasyczną. W swoim najlepszym starcie podczas mistrzostw świata w Val di Fiemme zajął 6. miejsce w biegu na 15 km techniką dowolną. Mistrzostwa świata w Falun były ostatnimi w jego karierze. Zajął tam 6. miejsce w sztafecie, a jego najlepszym indywidualnym wynikiem było 10. miejsce na dystansie 50 km stylem dowolnym.
Najlepsze wyniki osiągnął w sezonie 1981/1982, kiedy to zajął 7. miejsce w klasyfikacji generalnej. Łącznie 5 razy stawał na podium zawodów Pucharu Świata, odnosząc przy tym jedno zwycięstwo. W 1994 r. zakończył karierę.
Podczas mistrzostw świata juniorów w Mont-Sainte-Anne w 1979 roku zajął czwarte miejsce w biegu na 15 km oraz drugie w sztafecie. Na rozgrywanych rok później mistrzostwach świata juniorów w Örnsköldsvik był ósmy na dystansie 15 km, a w sztafecie ponownie zdobył srebrny medal.
Zdobywał tytuły mistrza kraju. W latach 1989, 1991, 1992 i 1994 zwyciężał w Biegu Wazów.

## Osiągnięcia

### Igrzyska olimpijskie
| Miejsce | Dzień     | Rok  | Miejscowość | Konkurencja             | Czas biegu | Strata   | Zwycięzca            |
| ------- | --------- | ---- | ----------- | ----------------------- | ---------- | -------- | -------------------- |
| 16.     | 10 lutego | 1984 | Sarajewo    | 30 km stylem klasycznym | 1:28:56,3  | +4:05,0  | Nikołaj Zimiatow     |
| 1.      | 16 lutego | 1984 | Sarajewo    | Sztafeta 4 × 10 km      | 1:55:06,3  | -        | -                    |
| 14.     | 19 lutego | 1984 | Sarajewo    | 50 km stylem klasycznym | 2:15:55,8  | +6:28,2  | Thomas Wassberg      |
| 16.     | 15 lutego | 1988 | Calgary     | 30 km stylem klasycznym | 1:24:26,3  | +4:25,4  | Aleksiej Prokurorow  |
| 16.     | 19 lutego | 1988 | Calgary     | 15 km stylem klasycznym | 41:18,9    | +1:59,8  | Michaił Diewiatjarow |
| 1.      | 22 lutego | 1988 | Calgary     | Sztafeta 4 × 10 km      | 1:43:58,6  | -        | -                    |
| 6.      | 27 lutego | 1988 | Calgary     | 50 km stylem klasycznym | 2:04:30,9  | +3:03,9  | Gunde Svan           |
| 11.     | 10 lutego | 1992 | Albertville | 30 km stylem klasycznym | 1:22:27,8  | +3:08,1  | Vegard Ulvang        |
| 4.      | 18 lutego | 1992 | Albertville | Sztafeta 4 × 10 km      | 1:39:26,0  | +1:57,1  | Norwegia             |
| 44.     | 22 lutego | 1992 | Albertville | 50 km stylem dowolnym   | 2:03:41,5  | +15:18,4 | Bjørn Dæhlie         |
| 14.     | 17 lutego | 1994 | Lillehammer | 10 km stylem klasycznym | 24:20,1    | +1:27,8  | Bjørn Dæhlie         |
| 15.     | 19 lutego | 1994 | Lillehammer | 10+15 km pościgowy      | 1:00:08,8  | +3:23,6  | Bjørn Dæhlie         |
| 6.      | 22 lutego | 1994 | Lillehammer | Sztafeta 4 × 10 km      | 1:41:15,0  | +4:07,7  | Włochy               |
| 18.     | 27 lutego | 1994 | Lillehammer | 50 km stylem klasycznym | 2:07:20,3  | +6:32,9  | Władimir Smirnow     |

### Mistrzostwa świata
| Miejsce | Dzień     | Rok  | Miejscowość   | Konkurencja             | Czas biegu | Strata  | Zwycięzca        |
| ------- | --------- | ---- | ------------- | ----------------------- | ---------- | ------- | ---------------- |
| 9.      | 23 lutego | 1982 | Oslo          | 15 km stylem dowolnym   | 38:52,5    | ?       | Oddvar Brå       |
| 5.      | 25 lutego | 1982 | Oslo          | Sztafeta 4 × 10 km      | 1:56:27,6  | +3:11,8 | Norwegia · ZSRR  |
| 10.     | 21 lutego | 1987 | Oberstdorf    | 50 km stylem dowolnym   | 2:11:27,2  | +6:21,8 | Maurilio De Zolt |
| 12.     | 18 lutego | 1989 | Lahti         | 30 km stylem klasycznym | 1:24:56,9  | ?       | Władimir Smirnow |
| 6.      | 9 lutego  | 1991 | Val di Fiemme | 15 km stylem dowolnym   | 36:57,2    | +57,6   | Bjørn Dæhlie     |
| 7.      | 17 lutego | 1991 | Val di Fiemme | 50 km stylem dowolnym   | 2:03:31,6  | +3:13,5 | Torgny Mogren    |
| 15.     | 20 lutego | 1993 | Falun         | 30 km stylem klasycznym | 1:17:33,6  | +2:17,3 | Bjørn Dæhlie     |
| 6.      | 26 lutego | 1993 | Falun         | Sztafeta 4 × 10 km      | 1:44:14,9  | +3:08,1 | Norwegia         |
| 10.     | 28 lutego | 1993 | Falun         | 50 km stylem dowolnym   | 2:03:36,8  | +4:33,5 | Torgny Mogren    |

### Mistrzostwa świata juniorów
| Miejsce | Dzień       | Rok  | Miejscowość      | Konkurencja             | Wynik      | Strata | Zwycięzca        |
| ------- | ----------- | ---- | ---------------- | ----------------------- | ---------- | ------ | ---------------- |
| 4.      | 16 lutego   | 1979 | Mont-Sainte-Anne | 15 km stylem klasycznym | 43:51,76   | +40,07 | Thomas Eriksson  |
| 2.      | 18 lutego   | 1979 | Mont-Sainte-Anne | Sztafeta 3 × 10 km      | 1:28:33,10 | +38,41 | ZSRR             |
| 8.      | luty/marzec | 1980 | Örnsköldsvik     | 15 km stylem klasycznym | 45:44      | +2:27  | Aleksandr Czajko |
| 2.      | luty/marzec | 1980 | Örnsköldsvik     | Sztafeta 3 × 10 km      | 1:29:03    | +1:16  | ZSRR             |

### Puchar Świata

#### Miejsca w klasyfikacji generalnej
- sezon 1981/1982: 7.
- sezon 1982/1983: 30.
- sezon 1983/1984: 9.
- sezon 1984/1985: 28.
- sezon 1985/1986: 12.
- sezon 1986/1987: 26.
- sezon 1987/1988: 8.
- sezon 1988/1989: 17.
- sezon 1989/1990: 9.
- sezon 1990/1991: 16.
- sezon 1991/1992: 42.
- sezon 1992/1993: 13.
- sezon 1993/1994: 23.

#### Miejsca na podium
| Nr | Dzień       | Rok  | Miejscowość   | Konkurencja          | Czas biegu | Strata | Pozycja | Zwycięzca       |
| -- | ----------- | ---- | ------------- | -------------------- | ---------- | ------ | ------- | --------------- |
| 1. | 14 stycznia | 1983 | Reit im Winkl | 15 km st. klasycznym | ?          | -      | 1       | -               |
| 2. | 16 grudnia  | 1983 | Ramsau        | 30 km st. klasycznym | ?          | ?      | 3       | Gunde Svan      |
| 3. | 3 marca     | 1985 | Lahti         | 50 km st. klasycznym | ?          | ?      | 2       | Tor Håkon Holte |
| 4. | 19 grudnia  | 1987 | Davos         | 15 km st. klasycznym | ?          | ?      | 3       | Gunde Svan      |
| 5. | 9 marca     | 1991 | Falun         | 30 km st. dowolnym   | ?          | ?      | 3       | Henrik Forsberg |